# Baeckea blackettii
Baeckea blackettii är en myrtenväxtart som beskrevs av Ferdinand von Mueller. Baeckea blackettii ingår i släktet Baeckea och familjen myrtenväxter. Inga underarter finns listade i Catalogue of Life.